# 아크레 (이스라엘)
아크레(Acre), 아코(히브리어: עכו) 또는 악카(아랍어: عكا)는 북서 이스라엘의 갈릴레아지구 서쪽의 항구도시이다. 지중해 연안의 하이파 만의 북쪽 끝에 위치한다. 인구는 49,380명(2019년)이다.
십자군 전쟁 당시 레반트에 남아있던 그리스도교측 마지막 근거지였다. 맘루크 왕조에 정복당한 이후 십자군의 무역 거점이자 보급기지로 번영을 누렸던 아크레는 지역 중심지로서의 지위를 사페드에 내주고 서서히 몰락했다
아크레는 레반트 지역과 지중해 연안 및 유럽을 연결하는 항구로 전략적 요충지로 여겨졌다. 시내에는 유대교, 기독교, 이슬람, 바하이 등의 명소들이 집결되어 있다.

## 같이 보기
- 악카 치즈